# Novosibirska oblast
Novosibirska oblast (rusko Новосиби́рская о́бласть) je oblast v Rusiji v Sibirskem federalnem okrožju. Na severu meji na Tomsko oblast, na vzhodu na Kemerovsko oblast, na jugu na Altajski okraj, na jugozahodu na Kazahstan in na zahodu na Omsko oblast. Ustanovljena je bila 28. septembra 1937.